# Vida Demarin
Vida Demarin (Zagreb, 15. lipnja 1944.), hrvatska akademkinja.

## Životopis
Redovita je članica Hrvatske akademije znanosti i umjetnosti.